# Pudgalaváda
A pudgalaváda (szanszkrit; kínai: 補特伽羅論者, pinjin: Bǔtèjiāluō Lùnzhě) a korai buddhista iskolák közé tartozott. I.e. 280 körül vált külön a sthavira nikája vonaltól. A pudgalaváda csoportjába sorolják a vátszíputríja nikája és a szammitíja nikája iskolákat.

## Pudgala azaz "személy"
A pudgalaváda követői azt vallották, hogy a nincs ugyan átman (lélek), viszont létezik a pudgala azaz "személy", sem ugyanaz sem különböző a szkandáktól. A "személyen" keresztül magyarázták a karmát, újraszületést és a nirvánát. Más iskolák általában azt vallják, hogy a "személy" csak egy címke, tehát névleges valóság.

## A pudhala elmélet bírálata
A pudgalaváda követőinek nézőpontját hevesen bírálták a théravāda (a théraváda támadása a pudgala ellen  megtalálható a Kathá-vatthu című szövegben), a szarvásztiváda és a madhjamaka irányzatok. Peter Harvey egyetért a bírálatokkal, ugyanis a páli kánonban nem található a személyhez hasonló koncepció.

## Kapcsolat a szammitíja iskolával
A pudgalaváda iskolák közül az egyik legelismertebb a szammitíja iskola volt. Étienne Lamotte Hszüan-cang kínai utazó írásait kutatva úgy találta, hogy a szammitíja iskola lehetett a legnépszerűbb nem-mahájána iskola Indiában, majdnem kétszer akkora mint a sorban mögötte álló. Később az arányokat túlzónak találta és lecsökkentette. Az iskola hosszú időn át jelen volt Indiában, de a Buddhizmus hanyatlásnak indult és ez az iskola sem maradt életben.